# Count on Me (canção de Bruno Mars)
"Count on Me" é uma canção do cantor e compositor norte-americano Bruno Mars tirada de seu álbum de estúdio de estreia, Doo-Wops & Hooligans (2011). Foi lançada como o quinto e último single do álbum apenas na Austrália em 7 de Novembro de 2011 pela editora discográfica Atlantic Records em formato digital. Escrita pelo cantor e pelo grupo The Smeezingtons e produzida pelo grupo, "Count on Me" é uma canção de género musical pop.

## Desempenho nas tabelas musicais

### Posições
| País — Tabela musical (2011/2012)                             | Posição de pico |
| ------------------------------------------------------------- | --------------- |
| Austrália — ARIA Charts                                       | 19              |
| Nova Zelândia — Recording Industry Association of New Zealand | 13              |
| Reino Unido — UK R&B Chart (The Official Charts Company)      | 23              |
| Reino Unido — UK Singles Chart (The Official Charts Company)  | 78              |

### Certificações
| Região                | Certificação | Vendas |
| --------------------- | ------------ | ------ |
| Austrália - ARIA      | Platina      | 70,000 |
| Nova Zelândia - RIANZ | Platina      | 15,000 |

## Versão de G.NA & Lee Gi Chan
"Count on Me" primeiramente estreou no mundo como um single nas vozes dos cantores norte-coreanos G.NA & Lee Gi Chan. Eles fizeram uma versão da canção, que no momento de lançamento estava inclusa no álbum.

### Faixas
Download digital
1. "Count On Me" - 3:17
2. "Count On Me" (versão acústica) - 3:15
3. "Count On Me" (instrumental) - 3:17
4. "Count On Me" (versão acústica instrumental) - 3:15